# Yvonne Mokgoro
Yvonne Mokgoro (19 tháng 10 năm 1950  –  9 tháng 5 năm 2024) là cựu công lý của Tòa án Hiến pháp Nam Phi.

## Sự nghiệp
Mokgoro được bổ nhiệm vào băng ghế dự bị vào năm 1994 bởi Nelson Mandela. Mokgoro là thành viên hội đồng quản trị của Trung tâm Nhân quyền tại Đại học Pretoria và là Chủ tịch hiện tại của Ủy ban Cải cách Luật pháp Nam Phi.
Bà được đào tạo tại Đại học North-West, nơi bà tốt nghiệp bằng B.luris năm 1982, bằng LLB hai năm sau đó và bằng LLM năm 1987. bà cũng học tại Trường Luật Đại học Pennsylvania ở Hoa Kỳ, nơi bà được cấp bằng LLM khác.

## Các hoạt động khác
- Sáng kiến Tư pháp Xã hội Mở, Thành viên Hội đồng [4]

## Công nhận
Trong số rất nhiều giải thưởng mà bà được trao là Giải thưởng Nhân quyền của Hiệp hội Luật sư Đen, (1995), Huân chương Bảo tồn Oude Molen (1995/1996), Giải thưởng Thành tựu Phụ nữ Chuyên gia Pháp lý của Trung tâm Nhân quyền, Đại học Pretoria (2001), Giải thưởng xuất sắc của Trường Đại học Luật Bắc (2003), Giải thưởng Dân chủ Kate Stoneman (2003), Giải thưởng Dịch vụ xuất sắc Tshwane (TOSA) năm 2006 và Giải thưởng James Wilson của Trường Luật Đại học Pennsylvania (2008).